# Falleron

Falleron este o comună în departamentul Vendée, Franța. În 2009 avea o populație de 1,461 de locuitori.